# تاندرانو
تاندرانو (به لاتین: Tandrano) یک منطقهٔ مسکونی در ماداگاسکار است که در Ankazoabo District واقع شده‌است. تاندرانو ۹٬۰۰۰ نفر جمعیت دارد و ۴۰۱ متر بالاتر از سطح دریا واقع شده‌است.